# Monhoudou
Monhoudou település Franciaországban, Sarthe megyében. Lakosainak száma 207 fő (2022. január 1.). Monhoudou Saint-Calez-en-Saosnois, Saint-Vincent-des-Prés, Avesnes-en-Saosnois, Commerveil, Courgains, Moncé-en-Saosnois és Marolles-les-Braults községekkel határos.

## Népesség
A település népességének változása:
| Lakosok száma | 223  | 218  | 220  | 207  | 202  | 198  | 194  | 200  | 207  |
|               | 2013 | 2015 | 2016 | 2017 | 2018 | 2019 | 2020 | 2021 | 2022 |